# 아시아 최고의 축구 선수

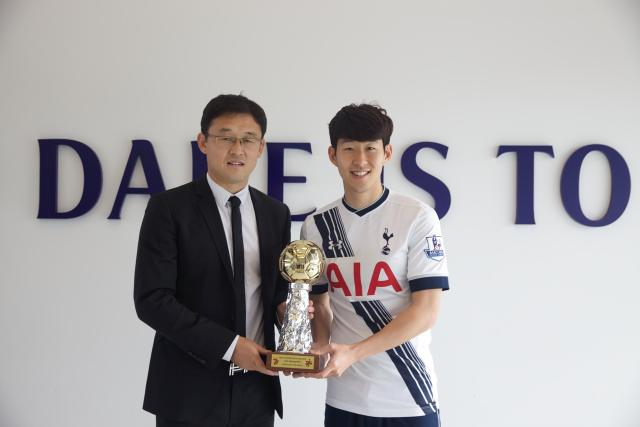
2016년 2월 손흥민은 타이탄 스포츠의 대표 쑨지하이에게 상을 받았다.

아시아 최고의 축구 선수(중국어 간체자: 亚洲金球奖, 정체자: 亞洲金球奬, 병음: Yàzhōujīnqiújiǎng 야저우진추장[*], 한자음: 아주금구장, 영어: Best Footballer in Asia 베스트 풋볼러 인 아시아[*])는 중화인민공화국의 스포츠 신문사 타이탄 스포츠가 만든 연례 축구 상으로 수상 연도의 1년 전에 아시아에서 최고의 활약을 펼친 축구 선수에게 수여된다.

## 역사
타이탄 스포츠의 편집부는 프랑스 풋볼에서 만든 발롱도르에 영감을 받아 한 해 동안 최고의 활약을 펼친 아시아의 축구 선수에게 경의를 표하기 위해 2013년 '아시아 최고의 축구 선수' 상을 제정했다. 수상자는 축구 기자들로 구성된 심사위원단에 의해 결정되며 대다수가 아시아 축구 연맹의 가맹국/지역연맹 소속 국가/지역 출신 기자들이고 일부 아시아 축구 연맹 소속이 아닌 국가/지역의 언론 매체에서 일하는 기자들이 포함된다.

## 수상 자격
수상 연도 기준 1년 전에 아시아 축구 연맹에 소속된 국가대표팀이나 클럽팀에서 뛴 국적 불문 모든 축구 선수들이 '아시아 최고의 축구 선수' 상의 입상 후보로 지명되며 세부적으로는 아래 3개 범주에 해당되는 선수가 입상 후보로 지명될 수 있다.
1. 아시아 축구 연맹의 가맹국/지역연맹에 해당하는 국가/지역의 국적 또는 시민권을 가지고 있으며 아시아 축구 연맹에 가입된 축구 클럽에서 뛰는 축구 선수
2. 아시아 축구 연맹에 소속되지 않은 클럽에서 뛰고 있지만 수상 연도에 아시아 축구 연맹에 가입한 가맹국의 국가대표팀(성인 대표팀, 유소년 대표팀 모두 포함)을 대표해 국제 축구 연맹의 A매치에 출전할 자격이 있는 축구 선수
3. 아시아 축구 연맹 가맹국의 시민이 아니지만 아시아 축구 연맹 가맹국의 축구 클럽에서 뛰는 축구 선수

## 투표 방식

아시아 최고의 축구 선수 트로피

심사위원단은 아시아 축구 연맹 소속 국가/지역 및 비(非) 아시아 축구 연맹 소속 국가/지역의 언론 매체들에서 초청된 기자들로 구성된다. 각 심사위원들은 수상 자격을 충족하는 축구 선수들 5명을 선택하고 자신이 생각한 최고의 선수 순서로 각각 선수들에게 6, 4, 3, 2, 1점을 부여한다. 2017년 이전에는 최고의 선수가 6점이 아닌 5점을 받았다가 2017년부터 최고의 선수가 6점을 받고 나머지 선수들 4명은 변동 없이 순위에 따라 각각 4점, 3점, 2점, 1점을 받는다. 점수 합산 후 가장 높은 점수를 받은 축구 선수에게 아시아 최고의 축구 선수 트로피가 수여된다.

### 동점자 순위 규정
2명 이상의 후보자가 같은 점수를 획득할 경우, 해당 후보자들의 순위는 다음 기준에 따라 조정된다.
1. 획득한 투표 1위 개수
2. 획득한 투표 2위 개수
3. 획득한 투표 3위 개수
4. 획득한 투표 4위 개수

모든 조건이 동일할 경우 해당 후보자들은 동일한 순위로 취급되며 순위 조정 이후 1등을 차지한 후보자들이 여러 명 존재할 경우 이들은 공동 수상자가 되어 트로피를 함께 받는다.

## 역대 수상자

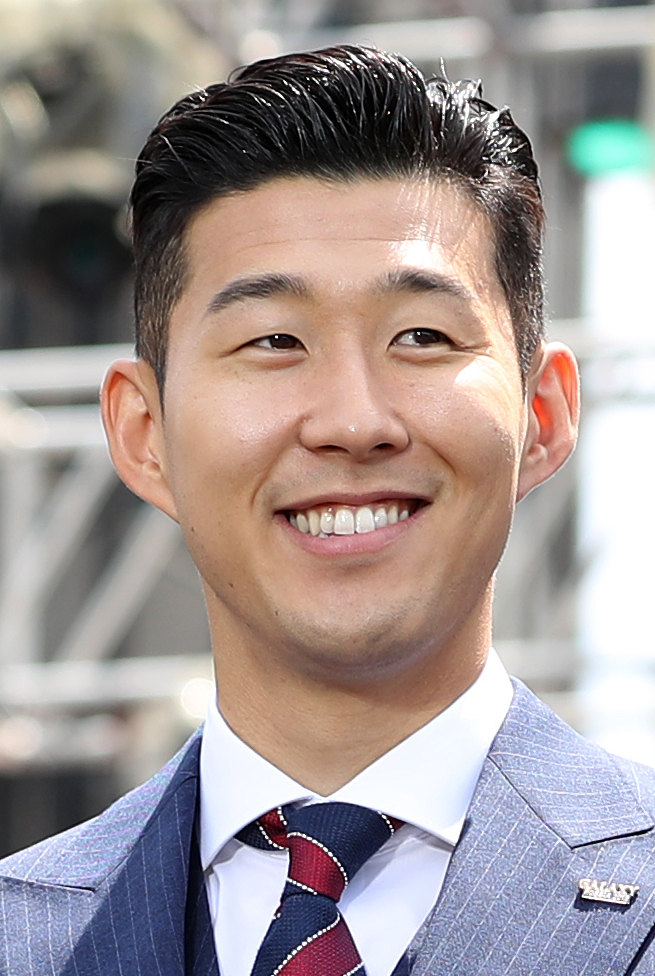
손흥민은 2014년, 2015년, 2017년, 2018년, 2019년, 2020년, 2021년, 2022년, 2023년 아시아 최고의 축구 선수로 선정되었다.

| 수상 연도 | 순위 | 선수                | 수상 당시 소속 구단        | 점수 | 백분율 |
| --------- | ---- | ------------------- | -------------------------- | ---- | ------ |
| 2013      | 1등  | 혼다 게이스케       | CSKA 모스크바              | 46   | 13.9%  |
| 2013      | 2등  | 이우케종            | 광저우 에버그란데          | 32   | 9.7%   |
| 2013      | 3등  | 다리오 콩카         | 광저우 에버그란데          | 32   | 9.7%   |
|           |      |                     |                            |      |        |
| 2014      | 1등  | 손흥민              | 바이어 04 레버쿠젠         | 74   | 20.6%  |
| 2014      | 2등  | 혼다 게이스케       | AC 밀란                    | 56   | 15.6%  |
| 2014      | 3등  | 안테 코비치         | 웨스턴 시드니 원더러스 FC  | 37   | 10.3%  |
|           |      |                     |                            |      |        |
| 2015      | 1등  | 손흥민              | 토트넘 홋스퍼 FC           | 49   | 16.3%  |
| 2015      | 2등  | 정즈                | 광저우 에버그란데          | 32   | 10.7%  |
| 2015      | 3등  | 히카르두 굴라르     | 광저우 에버그란데          | 32   | 10.7%  |
|           |      |                     |                            |      |        |
| 2016      | 1등  | 오카자키 신지       | 레스터 시티 FC             | 126  | 22.1%  |
| 2016      | 2등  | 오마르 압둘라흐만   | 알아인 FC                  | 123  | 21.6%  |
| 2016      | 3등  | 손흥민              | 토트넘 홋스퍼 FC           | 109  | 19.1%  |
|           |      |                     |                            |      |        |
| 2017      | 1등  | 손흥민              | 토트넘 홋스퍼 FC           | 157  | 23.4%  |
| 2017      | 2등  | 오마르 크르빈       | 알힐랄 SFC                 | 127  | 18.9%  |
| 2017      | 3등  | 하파에우 다 시우바  | 우라와 레드 다이아몬즈     | 57   | 8.5%   |
|           |      |                     |                            |      |        |
| 2018      | 1등  | 손흥민              | 토트넘 홋스퍼 FC           | 206  | 29.3%  |
| 2018      | 2등  | 하세베 마코토       | 아인트라흐트 프랑크푸르트  | 64   | 9.1%   |
| 2018      | 3등  | 알리레자 베이란반드 | 페르세폴리스 FC            | 50   | 7.1%   |
|           |      |                     |                            |      |        |
| 2019      | 1등  | 손흥민              | 토트넘 홋스퍼 FC           | 258  | 31.6%  |
| 2019      | 2등  | 아크람 아피프       | 알사드 SC                  | 114  | 14.0%  |
| 2019      | 3등  | 미나미노 다쿠미     | FC 레드불 잘츠부르크       | 90   | 11.0%  |
|           |      |                     |                            |      |        |
| 2020      | 1등  | 손흥민              | 토트넘 홋스퍼 FC           | 286  | 35.0%  |
| 2020      | 2등  | 사르다르 아즈문     | FC 제니트 상트페테르부르크 | 89   | 10.9%  |
| 2020      | 3등  | 주니오르 네그랑     | 울산 현대                  | 83   | 10.2%  |
|           |      |                     |                            |      |        |
| 2021      | 1등  | 손흥민              | 토트넘 홋스퍼 FC           | 242  | 30.3%  |
| 2021      | 2등  | 사르다르 아즈문     | FC 제니트 상트페테르부르크 | 111  | 13.9%  |
| 2021      | 3등  | 메흐디 타레미       | FC 포르투                  | 90   | 11.3%  |
|           |      |                     |                            |      |        |
| 2022      | 1등  | 손흥민              | 토트넘 홋스퍼 FC           | 256  | 26.7%  |
| 2022      | 2등  | 메흐디 타레미       | FC 포르투                  | 120  | 12.5%  |
| 2022      | 3등  | 살렘 알다우사리     | 알힐랄 SFC                 | 112  | 11.7%  |
|           |      |                     |                            |      |        |
| 2023      | 1등  | 손흥민              | 토트넘 홋스퍼 FC           | 231  | 22.9%  |
| 2023      | 2등  | 김민재              | FC 바이에른 뮌헨           | 197  | 19.5%  |
| 2023      | 3등  | 크리스티아누 호날두 | 알나스르 FC                | 172  | 17.1%  |
|           |      |                     |                            |      |        |
| 2024      | 1등  | 아크람 아피프       | 알사드 SC                  | 181  | 18.0%  |
| 2024      | 2등  | 손흥민              | 토트넘 홋스퍼 FC           | 168  | 16.7%  |
| 2024      | 3등  | 수피안 라히미       | 알아인 FC                  | 15   | 11.4%  |

## 통계

### 선수별 수상 횟수
| 선수          | 1위 | 2위 | 3위 |
| ------------- | --- | --- | --- |
| 손흥민        | 9   | 1   | 1   |
| 혼다 게이스케 | 1   | 1   | 0   |
| 아크람 아피프 | 1   | 1   | 0   |
| 오카자키 신지 | 1   | 0   | 0   |

### 국가별 수상 횟수
| 국가     | 1위 | 2위 | 3위 |
| -------- | --- | --- | --- |
| 대한민국 | 9   | 2   | 1   |
| 일본     | 2   | 2   | 1   |
| 카타르   | 1   | 1   | 0   |

## 같이 보기
- 타이탄 스포츠
- 아시아 올해의 축구 선수

### 내용주
1. ↑  이우케종이 투표 1위를 6번, 다리오 콩카가 투표 1위를 1번 받아 수상 규정에 의거해 이우케종이 2등, 다리오 콩카가 3등으로 선정되었다.
2. ↑  손흥민은 2015년 8월 바이어 04 레버쿠젠에서 토트넘 홋스퍼 FC로 이적했다.
3. ↑  정즈가 투표 1위를 4번, 히카르두 굴라르가 투표 1위를 1번 받아 수상 규정에 의거해 정즈가 2등, 히카르두 굴라르가 3등으로 선정되었다.
4. ↑  김민재는 2023년 7월 SSC 나폴리에서 FC 바이에른 뮌헨으로 이적했다.

### 참조주
1. ↑  “Made in Titan: Best Footballer in Asia aims to record the history of football (in Chinese) 媒体参与书写足球历史 亚洲金球奖体坛制造”. 《Titan Sports》. 2013년 10월 25일. 2016년 12월 24일에 원본 문서에서 보존된 문서. 2023년 7월 30일에 확인함.
2. ↑  “Best Footballer in Asia award: All you need to know”. 《FoxSportsAsia》. 2017년 12월 26일. 2018년 1월 9일에 원본 문서에서 보존된 문서. 2023년 7월 30일에 확인함.
3. ↑  “Best Footballer in Asia 2017: How is the winner selected?”. 《FoxSportsAsia》. 2017년 12월 27일. 2018년 1월 9일에 원본 문서에서 보존된 문서. 2023년 7월 30일에 확인함.
4. ↑  “Best Footballer in Asia award: All you need to know”. 《FoxSportsAsia》. 2017년 12월 26일. 2018년 1월 9일에 원본 문서에서 보존된 문서. 2023년 7월 30일에 확인함.